# 関山トンネル

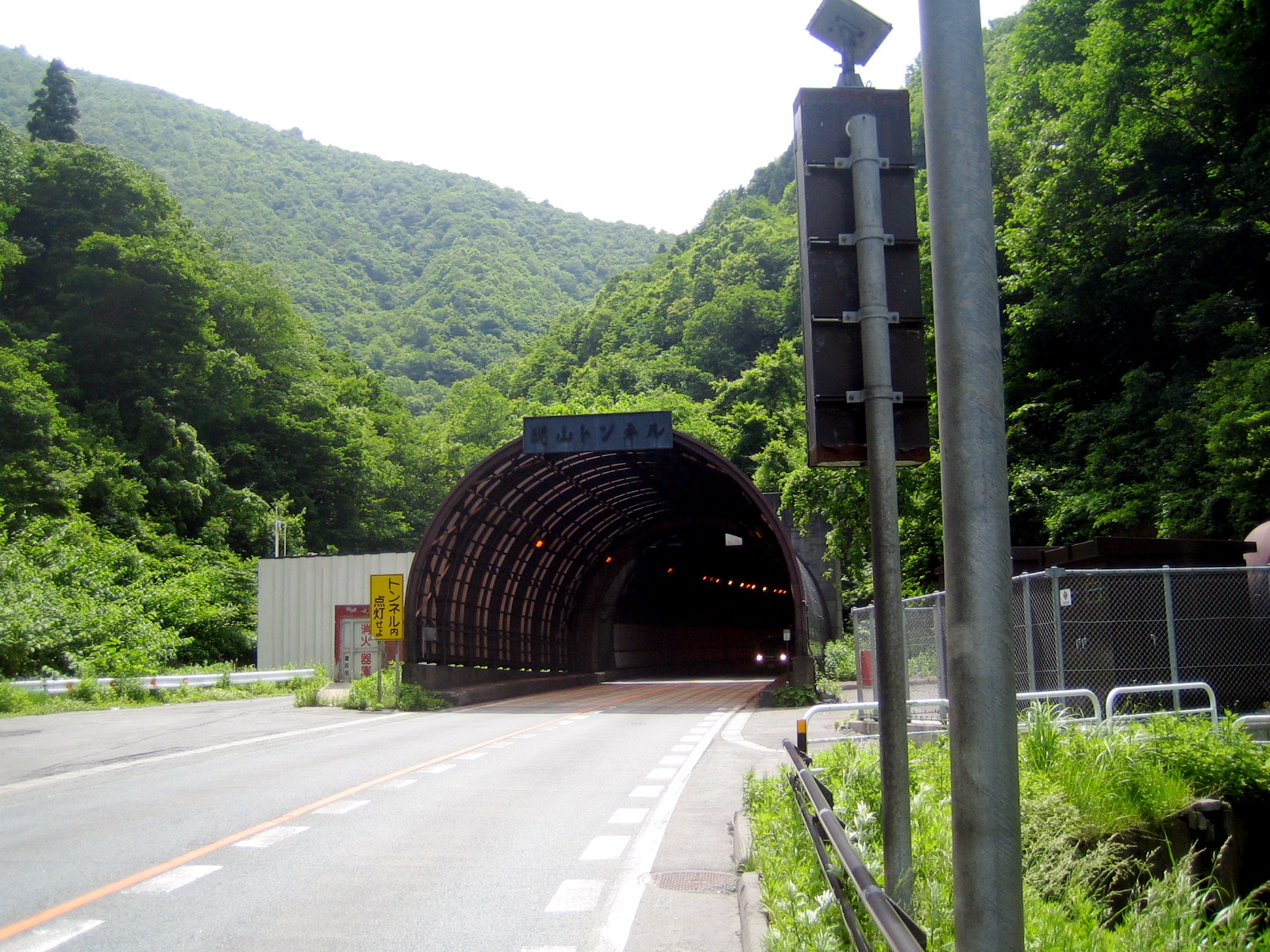
関山トンネル（山形側）

関山トンネル（せきやまトンネル）は、宮城県仙台市と山形県東根市を結ぶ国道48号（作並街道、関山街道）の関山峠にあるトンネル。

## 概要
|              | 竣工               | 西端                                   | 東端                                  | 延長  | 幅員 | 標高  |
| ------------ | ------------------ | -------------------------------------- | ------------------------------------- | ----- | ---- | ----- |
| 関山隧道     | 1882年（明治15年） | 北緯38度22分55.9秒 東経140度33分51.9秒 | 北緯38度22分52.8秒 東経140度34分2.9秒 | 284 m | 5 m  | 594 m |
| （改修）     | 1937年（昭和12年） | 北緯38度22分55.9秒 東経140度33分51.9秒 | 北緯38度22分52.8秒 東経140度34分2.9秒 | 298 m | 6 m  | 594 m |
| 関山トンネル | 1968年（昭和43年） | 北緯38度23分29.8秒 東経140度34分4.4秒  | 北緯38度23分6.8秒 東経140度34分26.6秒 | 890 m | 7 m  | 531 m |

関山トンネル開通により、関山隧道は使用禁止となっている。関山トンネルは片側1車線の対面通行。

## 歴史
1878年（明治11年）、早川智寛が野蒜築港内務省土木局出張所の主任に就き、東北地方の国際貿易港として計画された野蒜港（北緯38度22分43.7秒 東経141度10分29.4秒 / 北緯38.378806度 東経141.174833度）の建設が動き始めた。すると、野蒜と山形県とを結ぶ道路の開鑿（かいさく）が計画され、同年5月に宮城県令・宮城時亮と山形県令・三島通庸が会談し、関山峠にトンネルを通す計画が選定された。
1879年（明治12年）11月から宮城県側の作並街道で工事が始まり、1880年（明治13年）6月には山形県側の関山街道で工事が始まった。火薬の爆発事故（参照）により死傷者を出す惨事を経験しながらも、1882年（明治15年）6月に関山隧道は竣工。しかし、1884年（明治17年）9月15日の台風で野蒜港の突堤が崩壊し、野蒜築港が頓挫してしまう。そのため関山隧道は、当初計画の野蒜～山形間の流通に資することが出来なくなった。
一方、1887年（明治20年）12月15日に、日本鉄道本線（現在のJR東北本線）が仙台区（現在の仙台市）の仙台駅を経て松島湾・塩釜港の（初代）塩釜駅（後の塩釜線・塩釜埠頭駅）まで開通した。すると、仙台と山形との間の通行量は飛躍的に増大し、人力車・荷馬車・背負子・郵便配達夫などが行き交った。これにより、当初計画とは異なるものの、関山隧道は両県の流通に資することとなった。しかし1901年（明治34年）4月11日、逓信省・奥羽南線が山形市の山形駅まで開通し、1905年（明治38年）9月14日に全通（現・JR奥羽本線）すると、関山隧道の通行量は激減していった。
1920年代には、旅客および物流におけるモータリゼーションが到来した。そのため、関山隧道でも増大する自動車交通に対応する必要に迫られてトンネル拡幅工事を施工し、1937年（昭和12年）7月に竣工した。ただし、同年11月10日には仙台駅と山形駅とを片道約2時間半で結ぶ鉄道省・仙山線（現・JR仙山線）が全通したため、両都市間の旅客と物流は両者によって分担されることになる。
戦後占領期が終わると、1952年（昭和27年）9月10日から山形交通バスが、関山隧道経由で仙台 - 山形線の運行を開始した。
1953年（昭和28年）には、作並街道および関山街道が「二級国道110号仙台山形線」に認定された。高度経済成長期に入るとモータリゼーションが更に発達して旅客も物流も活発化し、関山隧道の接続道路の急勾配や急カーブの連続、あるいは、落石・土砂崩れ・積雪・雪崩などによる通行止めが問題視されるようになった。そのため、関山隧道より標高の低いところに新しいトンネルを建設することになり、一級国道48号に昇格した1963年（昭和38年）に着工し、1968年（昭和43年）11月21日に完成した。関山トンネルにより仙台・山形両都市間の所要時間は40分短縮された。また、関山隧道は通行禁止となった。
1981年（昭和56年）4月15日、国道286号に笹谷トンネル（有料。普通車：200円）が開通し、1991年（平成3年）には山形自動車道の整備によって仙台～山形間を結ぶ自動車専用道路が全通となった。現在では、他交通機関の発達により、その相対的な地位は低下しつつあるものの特急48ライナーや48チェリーライナーが運行し、仙台市と山形県村山地方北部とを結ぶ経路としての重要性は維持している。
2003年（平成15年）1月、山形県側のトンネル口付近の路面に、地中熱源ヒートポンプなど組み合わせた無散水融雪システムが導入された。

## 関山隧道建設時の爆発事故

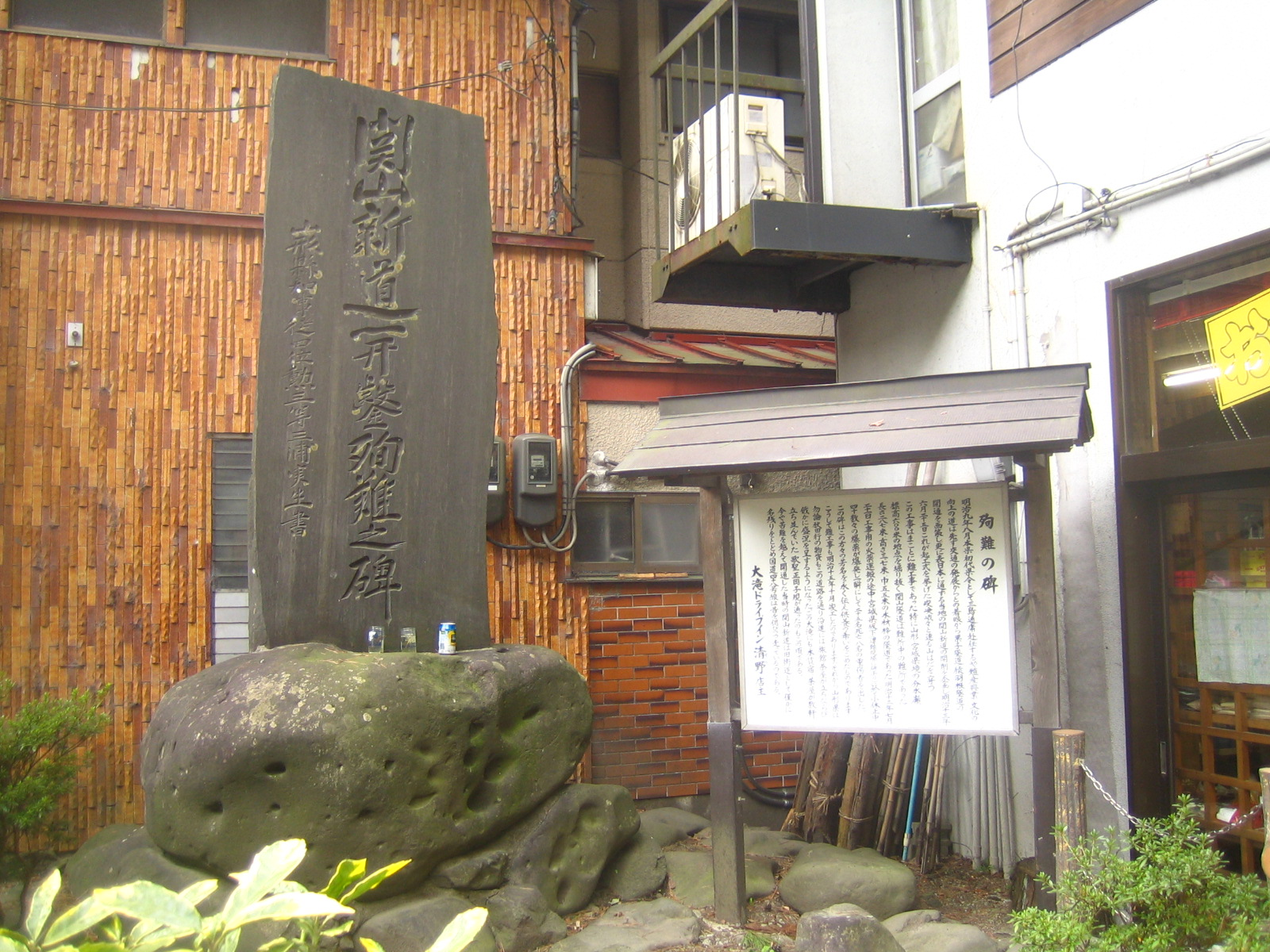
『関山新道開鑿殉難之碑』（山形県東根市）
爆発事故の慰霊碑。

1866年にアルフレッド・ノーベルによってダイナマイトは発明されていたが、舶来品で高価だったため、関山隧道の建設には一般の火薬が用いられた。そのため火薬を運搬する際にも爆発の危険があり、工事現場近くの宮城県宮城郡作並村（現在の宮城県仙台市青葉区作並）に設置された大伊勢沢火薬庫までの運搬経路と時間は厳重に決められた。運搬経路は、東京府から松島湾・桂島の石浜港（北緯38度19分59.7秒 東経141度6分7秒 / 北緯38.333250度 東経141.10194度）に到着後、御舟入堀（北緯38度17分59.9秒 東経141度2分10.6秒、現・貞山運河の一部）を経由して蒲生（北緯38度15分32.7秒 東経141度0分33.3秒 / 北緯38.259083度 東経141.009250度）で荷揚げし、旧・原町宿（北緯38度15分52.1秒 東経140度54分1.8秒 / 北緯38.264472度 東経140.900500度）を通って仙台区に入り、中心部の芭蕉の辻（北緯38度15分36.9秒 東経140度52分14.4秒 / 北緯38.260250度 東経140.870667度）を避けて陸羽街道（奥州街道）および作並街道を下るというものだったが、石浜から作並まで3日間を要した。
1880年（明治13年）7月21日、粉火薬が入った木箱を運ぶ人夫の一団が旧仙台藩の坂下境目御番所跡（北緯38度22分31.3秒 東経140度34分27.9秒 / 北緯38.375361度 東経140.574417度）で休息していたとき、煙草の火が一団が運んでいた全火薬に引火して爆発し、死亡23名（うち胎児1名）、重傷8名を出す事故が発生した。
この事故を悼み、1926年（大正15年）に山形県側に「関山新道開鑿殉難之碑」、1929年（昭和4年）に宮城県側に「関山街道開鑿殉難之碑」が建立された。